# Pseudopyrochroa testaceitarsis
Pseudopyrochroa testaceitarsis is een keversoort uit de familie vuurkevers (Pyrochroidae). De wetenschappelijke naam van de soort is voor het eerst geldig gepubliceerd in 1912 door Pic.